# Holly Elissa
Holly Elissa Dignard (* 1. Oktober 1979 in Moncton, New Brunswick) ist eine kanadische Schauspielerin, Filmregisseurin, Filmproduzentin, Drehbuchautorin und Aktivistin.

## Leben
Holly Elissa wurde am 1. Oktober 1979 in Moncton geboren. Neben Englisch und Französisch spricht sie fließend Swahili. Bevor sie das Schauspiel lernte, machte sie ihr Musikstudium. Sie studierte Theaterschauspiel an der Dalhousie University und schloss 1999 ein Schauspiellehrgang an der Vancouver Film School erfolgreich ab. Ab der Jahrtausendwende übernahm sie erste Episodenrollen in Fernsehserien wie Call of the Wild oder Outer Limits – Die unbekannte Dimension. 2001 übernahm sie im Fernsehfilm Die Unicorn und der Aufstand der Elfen die Rolle der Berty. Es folgten weitere Serienrollen in den Science-Fiction-Serien Stargate – Kommando SG-1, Stargate Atlantis oder auch Battlestar Galactica. Von 2006 bis 2007 verkörperte sie in der Fernsehserie Die Geheimnisse von Whistler die Rolle der Nicole Miller. 2008 wirkte sie neben Steven Seagal im Film Kill Switch in der weiblichen Hauptrolle der Frankie Miller mit. Sie übernahm Hauptrollen in den Low-Budget-Fernsehfilmen Polar Storm als Cynthia Mayfield, Eisbeben – Alarm in der Arktis als Emily Webster, Der jüngste Tag – Das Ende der Menschheit als Michelle oder auch in Das Ende der Welt – Die 12 Prophezeiungen der Maya als Mary. 2015 erschien der Kurzfilm Maggie, für den sie das Drehbuch schrieb und die Regie übernahm und außerdem die titelgebende Hauptrolle darstellte. 2018 in Arrow sowie 2019 in Van Helsing übernahm sie wiederkehrende Rollen. 2021 spielte sie die Rolle der Greta Hunter in der deutschen Fernsehfilmproduktion Das Kindermädchen – Mission Kanada.
Neben der Filmindustrie ist sie auch als Aktivistin tätig. Dabei liegt ihr Fokus auf Frauenrechte, Kinder und der LGBT-Bewegung. Sie ist Gründerin der kanadischen Charity Caleb's Hope.

## Filmografie (Auswahl)

### Schauspiel
- 2000: Call of the Wild (Fernsehserie, Episode 1x13)
- 2000: Outer Limits – Die unbekannte Dimension (The Outer Limits, Fernsehserie, Episode 6x16)
- 2001: Die Unicorn und der Aufstand der Elfen (Voyage of the Unicorn, Fernsehfilm)
- 2001: The Chris Isaak Show (Fernsehserie, Episode 1x07)
- 2001: Seeking Winonas
- 2003: Spook
- 2004: Stargate – Kommando SG-1 (Stargate SG-1, Fernsehserie, 2 Episoden)
- 2004: Stargate Atlantis (Stargate: Atlantis, Fernsehserie, Episode 1x14)
- 2006: Kyle XY (Fernsehserie, Episode 1x01)
- 2006: Battlestar Galactica (Fernsehserie, Episode 2x13)
- 2006: The L Word – Wenn Frauen Frauen lieben (The L Word, Fernsehserie, Episode 3x09)
- 2006: Fool’s Gold (Kurzfilm)
- 2006: Alien Incursion
- 2006–2007: Die Geheimnisse von Whistler (Whistler, Fernsehserie, 26 Episoden)
- 2007: The Secret Life of Cassandra Brown (Kurzfilm)
- 2008: Flash Gordon (Fernsehserie, Episode 1x19)
- 2008: Eureka – Die geheime Stadt (Eureka, Fernsehserie, Episode 3x03)
- 2008: Kill Switch
- 2008: Supernatural (Fernsehserie, Episode 4x05)
- 2009: Der Polarsturm (Polar Storm, Fernsehfilm)
- 2009: Psych (Fernsehserie, Episode 4x02)
- 2009: Something Evil Comes (Fernsehfilm)
- 2010: Fringe – Grenzfälle des FBI (Fringe, Fernsehserie, Episode 3x05)
- 2010: Eisbeben – Alarm in der Arktis (Ice Quake, Fernsehfilm)
- 2010: A Weekend to Remember (Kurzfilm)
- 2010–2011: Hellcats (Fernsehserie, 2 Episoden)
- 2011: He Loves Me (Fernsehfilm)
- 2011: Der jüngste Tag – Das Ende der Menschheit (Collision Earth, Fernsehfilm)
- 2011: Textuality
- 2012: Das Ende der Welt – Die 12 Prophezeiungen der Maya (The 12 Disasters of Christmas, Fernsehfilm)
- 2015: Maggie (Kurzfilm)
- 2016: Signed, Sealed, Delivered: From the Heart (Fernsehfilm)
- 2016: Supernatural (Fernsehserie, Episode 11x16)
- 2016: Bus Driver
- 2017: The Christmas Train (Fernsehfilm)
- 2018: Colony (Fernsehserie, Episode 3x06)
- 2018: Arrow (Fernsehserie, 3 Episoden)
- 2019: Van Helsing (Fernsehserie, 3 Episoden)
- 2019: Virgin River (Fernsehserie, Episode 1x09)
- 2020: Love in Store (Fernsehfilm)
- 2021: Das Kindermädchen – Mission Kanada (Fernsehfilm)

### Produktion
- 2010: A Weekend to Remember (Kurzfilm)
- 2015: Maggie (Kurzfilm)
- 2019: The Shasta Triangle

### Drehbuch & Regie
- 2015: Maggie (Kurzfilm)